# On ne badine pas avec l'amour (film, 1908)
Pour plus de détails, voir Fiche technique et Distribution.
On ne badine pas avec l'amour est un film muet français réalisé par Georges Méliès, sorti en 1908.

## Fiche technique
- Genre : Comédie